# Korpus Inżynierów Wielkiego Księstwa Litewskiego

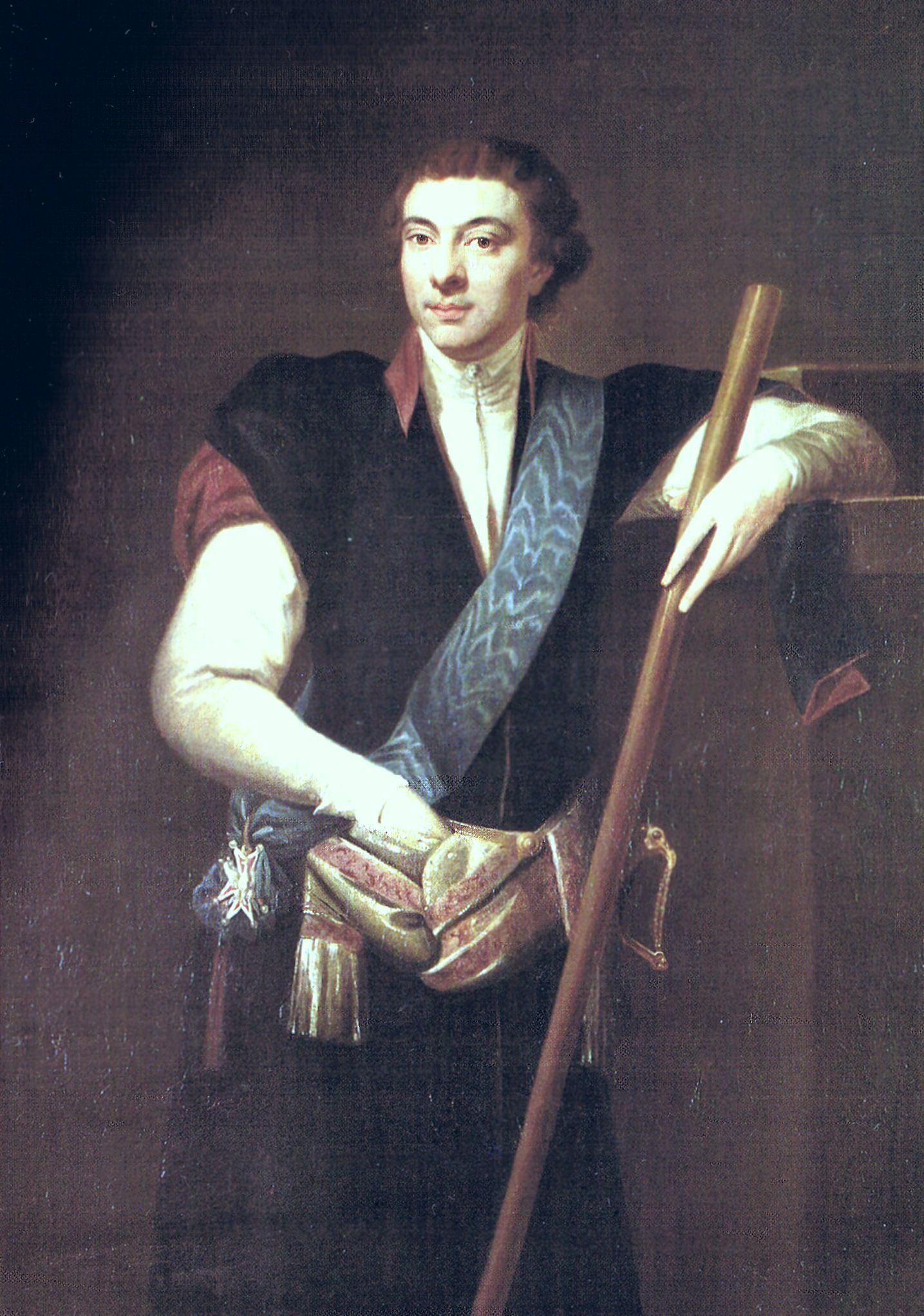
Kazimierz Nestor Sapieha, szef korpusu

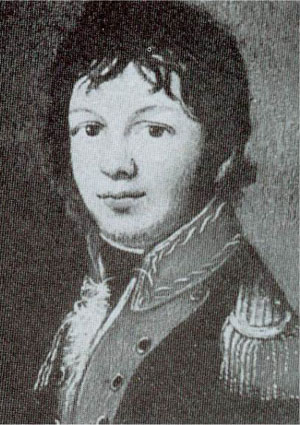
Jakub Jasiński, dowódca korpusu

Korpus Inżynierów Wielkiego Księstwa Litewskiego – ogół wojsk inżynieryjnych armii Wielkiego Księstwa Litewskiego Rzeczypospolitej Obojga Narodów w XVIII wieku.
Inżynierowie brali udział m.in. w działaniach zbrojnych insurekcji kościuszkowskiej.
Szefem Korpusu Inżynierów Wielkiego Księstwa Litewskiego był gen. artylerii Kazimierz Nestor Sapieha, natomiast jego dowódcą przedstawiciel nurtu jakobinów polskich Jakub Jasiński (poległ 4 listopada 1794).